# 内伊卡拉帕蒂
内伊卡拉帕蒂（Neykkarappatti），是印度泰米尔纳德邦Salem县的一个城镇。总人口9912（2001年）。

## 人口
该地2001年总人口9912人，其中男性5068人，女性4844人；0—6岁人口1199人，其中男643人，女556人；识字率52.52%，其中男性为62.63%，女性为41.95%。